# Peter Sweeney
Pour les articles homonymes, voir Sweeney.
Peter Henry Sweeney est un footballeur professionnel écossais né le 25 septembre 1984 à Glasgow, il joue comme ailier gauche ou milieu de terrain à Wimbledon.
Il a par ailleurs porté à six reprises le maillot de l'équipe d'Écosse espoirs de football.

## Biographie
Le 8 janvier 2013, Sweeney signe un contrat pour le club de l'AFC Wimbledon.